# Bailey Jay
Bailey-Jay Granger (született Bryan Granger) (Richmond, Virginia, 1988. november 5. –) amerikai transzszexuális pornószínész.

## Élete
Akkor szerzett először ismertséget, amikor egy 2007-es animetalálkozón meztelen felsőtestét mutogatta, és kijelentette, hogy ő férfi. Az eseményről készült videó felkerült a YouTube megosztóra, és ennek hatására a 4chan weboldalon a Line Trap nevet kapta. Több transzneműeket bemutató oldalon is szerepelt és 2010. május 3-án a Grooby Productions jóvoltából megjelent első pornófilmje Bailey Jay is Line Trap címen. Az Evil Angelnél is több filmje jelent meg. Ugyanebben az évben szerződést írt alá a The Star Factory marketingcéggel. Együtt dolgozott Joey Silverával, akit ő mentoraként nevezett meg. 2011-ben elnyerte az AVN Awardot az Év Transzszexuális Előadója kategóriában.

## Díjak
- 2011 AVN Award – Az Év Transzszexuális Előadója[5]
- 2012 AVN Award – Az Év Transzszexuális Előadója[7]